# Festival (chaîne de télévision)
Festival est une chaîne de télévision thématique française publique consacrée à la fiction diffusée du 24 juin 1996 au 30 mars 2005. La chaîne est rebaptisée France 4 le 31 mars 2005.

## Histoire de la chaîne
En 1994, l'audiovisuel de service public tout comme La Cinquième ainsi que TF1 et M6 choisissent de développer une offre de télévision complémentaire à ses deux chaînes nationales généralistes au travers de quatre projets, une chaîne consacrée à la fiction, une autre à l'Histoire, une troisième aux sciences et une dernière aux arts et spectacles. France Télévisions lance ainsi par satellite et dans une nouvelle norme de télédiffusion (D2-MAC), le programme France Supervision dont l'objectif est de proposer une sélection d'émissions au format 16/9. Le pôle de télévision public lance également le 24 juin 1996 à 19 h, en présence du ministre de la culture Philippe Douste-Blazy et du président de France Télévision Xavier Gouyou-Beauchamps, la chaîne Festival sur les réseaux câblés métropolitains Videopole et Lyonnaise Câble et le bouquet analogique Canalsatellite avant de rejoindre le 16 décembre 1996, le nouveau bouquet satellite numérique concurrent TPS dont France Télévision est actionnaire à 25 %. Pour cela, elle renforce la programmation de Festival, en proposant des longs-métrages et des téléfilms de prestige, des œuvres célèbres ayant marqué l'histoire de la télévision, des sagas et des télé-romans. Festival représente une solution pour France Télévisions et La Sept-ARTE en permettant aux deux groupes, qui ont largement investi dans la fiction française pour France 2, France 3 et Arte, d’offrir une seconde vie à leurs productions, sans trop souffrir de la concurrence et afin de répondre à une attente de certains téléspectateurs. Du fait des ressources limitées du genre, la chaîne est contrainte toutefois à adopter, comme les autres, la rediffusion. Elle diffuse également de la publicité pour couvrir une partie de son budget.
En 2002, dans un contexte de rigueur budgétaire, Jean-Pierre Raffarin revoit à la baisse les projets de France Télévisions pour la future télévision numérique terrestre en France (TNT). France Télévisions ne dispose ainsi que d’un seul canal « bonus » en plus de France 2, France 3 et France 5 pour proposer une chaîne complémentaire à ses antennes existantes. Faute de soutien et de crédits, le groupe se résout à proposer Festival et demande à son directeur général, Philippe Chazal, d'élaborer une grille de programme plus populaire. Après avoir failli s’appeler « France 8 » ou « France Prime »[réf. nécessaire], la chaîne est finalement rebaptisée France 4 lors de son lancement, se conformant à la charte adoptée par France Télévisions, et propose une nouvelle grille assez proche de celle de France Supervision : grand spectacle, sport, fiction, cinéma et séries.

## Identité visuelle
L'habillage de la chaîne Festival est produit par la société Télécaster.

### Logos

Logo de Festival du 24 juin 1996 à 1998
Logo de Festival de novembre 2001 [4] au 30 mars 2005

### Slogans
- Du 24 juin 1996 au 30 mars 2005 : « La chaîne des films de prestige »[5]

## Organisation

### Dirigeants
Présidents-directeurs généraux : 
- Didier Decoin : 24 juin 1996 - décembre 2000
- René Bonnell : décembre 2000 - 30 mars 2005

Directeurs généraux : 
- Roger-André Larrieu : 24 juin 1996 - 30 avril 2004
- Philippe Chazal : 30 avril 2004 - 30 mars 2005

### Capital
Festival est une société privée détenue à 28 % par la société nationale de programme France 2, à 28 % par la société nationale de programme France 3, à 28 % par le groupe britannique Carlton Communications, à 11 % par La Sept-ARTE et à 5 % par le groupe americano-hollandais Regency Monarchy. France Télévisions monte ensuite à 89 % du capital en reprenant les parts de Carlton Communications et Regency Monarchy, Arte France restant à 11 %.

## Programmes
Chaque jour, de 10 heures à minuit, Festival propose quatorze heures de fiction couvrant toute la gamme du genre, avec des soirées à thème (cinéma le lundi, comédie le mardi, policier le mercredi, coup de cœur le jeudi présenté par Jean-Michel Proust, aventures le vendredi, mystère le samedi et prestige le dimanche) de trois heures trente de programmation à base de films de 90, 52 et 26 minutes.

## Diffusion

### Câble
Festival est distribuée sur Numericable.

### Satellite
Festival est diffusée en exclusivité sur le tout nouveau bouquet satellite TPS en décembre 1996 puis intègrera Canalsatellite dès le 4 février 2003.